# Python Imaging Library
Python Imaging Library（略称 PIL）は、プログラミング言語Pythonに、各種形式の画像ファイルの読み込み・操作・保存を行う機能を提供するフリーのライブラリである。Windows、Mac OS X、Linuxで利用することができる。2009年9月にリリースされた最新版のPIL 1.1.7では、Python 1.5-2.7をサポートしているが、Python 3のサポートは「後に」なるとされている。
開発は、2011年のPILレポジトリへのコミットを最後に停止しているとみられる。そのため、Pillowという後継のプロジェクトがPILのリポジトリをフォークし、Python 3のサポートなどを追加している。
Pillowは、オリジナルのPILの後継として、DebianやUbuntu（13.04から）などのLinuxディストリビューションで採用されている。

## 機能
PIL は、画像操作のための標準的なプロシージャを提供しており、次のようなものがある。
- ピクセル毎の操作
- マスキングと透明度の制御
- ぼかし、輪郭補正、スムージング、輪郭検出などの画像フィルタ
- シャープ化、明るさ補正、コントラスト補正、色補正などの画像の調整
- 画像へのテキストの追加
- その他いろいろ

## サポートするファイル形式
PPM, PNG, JPEG, GIF, TIFF, BMPなどの画像形式をサポートしている。デコーダを新規に作成して、他の形式を読み込めるようにライブラリを拡張することもできる。

## 使用例
この例では、ハードドライブから画像をロードし、ぼかしのフィルタ処理を行っている。
```
from
 
PIL
 
import
 
Image
,
 
ImageFilter

original
 
=
 
Image
.
open
(
"lena.ppm"
)
 
# ハードドライブから画像をロード

blurred
 
=
 
original
.
filter
(
ImageFilter
.
BLUR
)
 
# 画像をぼかす

original
.
show
()
 
# 2つの画像を表示する

blurred
.
show
()

```